# Steinkreis von Scorhill

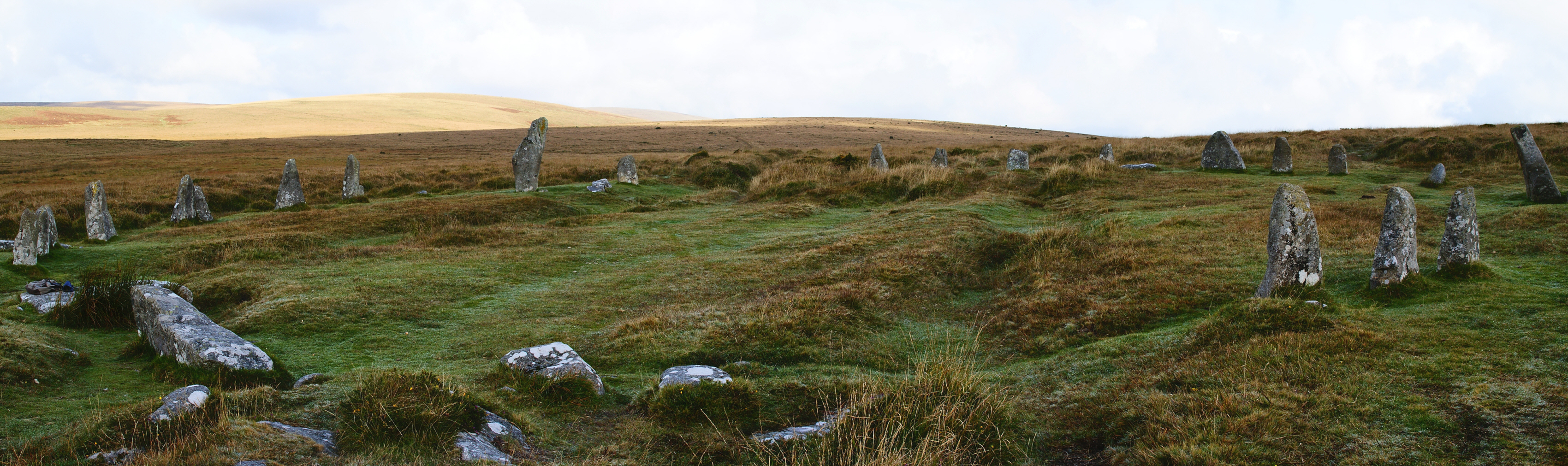
Der Steinkreis von Scorhill

Der bronzezeitliche Steinkreis von Scorhill (gesprochen Scorill;  auch Gidleigh oder Steep Hill Stone Circle genannt) liegt südwestlich von Gidleigh, oberhalb und unweit des North Teign (Fluss) in der Nähe der Einmündung seines Nebenflusses Wallabrook. Er wird als das mit Abstand schönste Beispiel seiner Art in Devonshire bezeichnet und ist der einzige unter den Steinkreisen auf dem Dartmoor in England, der nicht einer Restaurierung unterzogen wurde. 

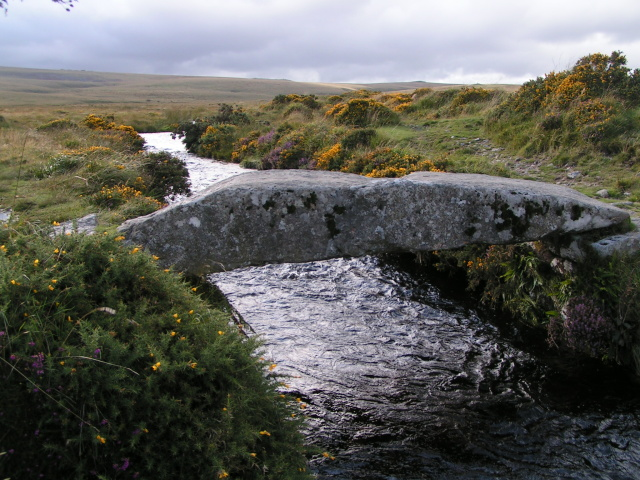
Clapper bridge in der Nähe des Steinkreises

Bereits die Antiquare des 19. Jahrhunderts machten unterschiedliche Angaben über die Anzahl der Steine, die umgefallen sind, und die Zahl, die erforderlich ist, um den Steinkreis zu vervollständigen. Derzeit wird von 23 stehenden und 11 liegenden Menhiren ausgegangen. Die Schätzungen der Steinzahl im ehemals vollständigen Kreis variieren zwischen 60 und 70. Der Steinkreis hat etwa 27 m Durchmesser. Seine Steine sind zwischen 0,85 und 2,5 m hoch (der spitze Haizahn). Mehrere Steine zeigen Spuren von Vandalismus, einschließlich Reihen von Löchern, um die Steine mit einem Keil zu spalten.